# Xã Mound Valley, Quận Labette, Kansas
Xã Mound Valley (tiếng Anh: Mound Valley Township) là một xã thuộc quận Labette, tiểu bang Kansas, Hoa Kỳ. Năm 2010, dân số của xã này là 835 người.